# Беннсвіль (Меріленд)
Беннсвіль (англ. Bennsville) — переписна місцевість (CDP) в США, в окрузі Чарлз штату Меріленд. Населення — 15 288 осіб (2020). Густота населення становить 270 осіб/км².

## Географія
Беннсвіль розташований за координатами 38°36′49″ пн. ш. 77°0′15″ зх. д. / 38.61361° пн. ш. 77.00417° зх. д. (38.613550, -77.004138).  За даними Бюро перепису населення США в 2010 році переписна місцевість мала площу 43,76 км², з яких 43,76 км² — суходіл та 0,00 км² — водойми.

## Демографія
Згідно з переписом 2010 року, у переписній місцевості мешкали 11 923 особи в 3869 домогосподарствах у складі 3223 родин. Густота населення становила 272 особи/км².  Було 4002 помешкання (91/км²).
Расовий склад населення:
| - 45,0 % — білих - 44,6 % — чорних або афроамериканців - 4,3 % — азіатів - 0,6 % — корінних американців - 0,1 % — вихідців з тихоокеанських островів - 1,1 % — осіб інших рас |

До двох чи більше рас належало 4,3 %. Частка іспаномовних становила 4,4 % від усіх жителів.
За віковим діапазоном населення розподілялося таким чином: 29,4 % — особи молодші 18 років, 63,7 % — особи у віці 18—64 років, 6,9 % — особи у віці 65 років та старші. Медіана віку мешканця становила 37,8 року. На 100 осіб жіночої статі у переписній місцевості припадало 93,5 чоловіків;  на 100 жінок у віці від 18 років та старших — 90,1 чоловіків також старших 18 років.